# Nikolaj Diletski

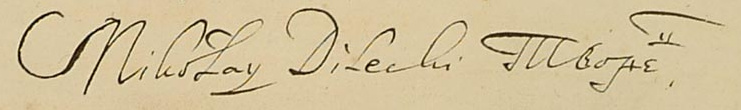
Diletsky's handtekening aan het einde van Idea grammatiki musikiyskoy

Nikolay Diletsky (Oekraïens: Микола Дилецкий, Mykola Dyletsky, Russisch: Николай Павлович Дилецкий, Nikolaj Pavlovitsj Diletsky, Nikolai Diletskii, Pools: Mikołaj Dylecki, ook Mikolaj Dylecki, Nikolai Dilezki, enz.; ca. 1630, Kiev – ca. 1680, Moskou) was een muziektheoreticus en -componist van Oekraïense nationaliteit, werkzaam in Rusland. Hij was zeer invloedrijk in het late 17e-eeuwse Rusland met zijn verhandeling over compositie, A Musical Grammar, waarvan de oudste overgeleverde versie dateert uit 1677.

## Levensloop

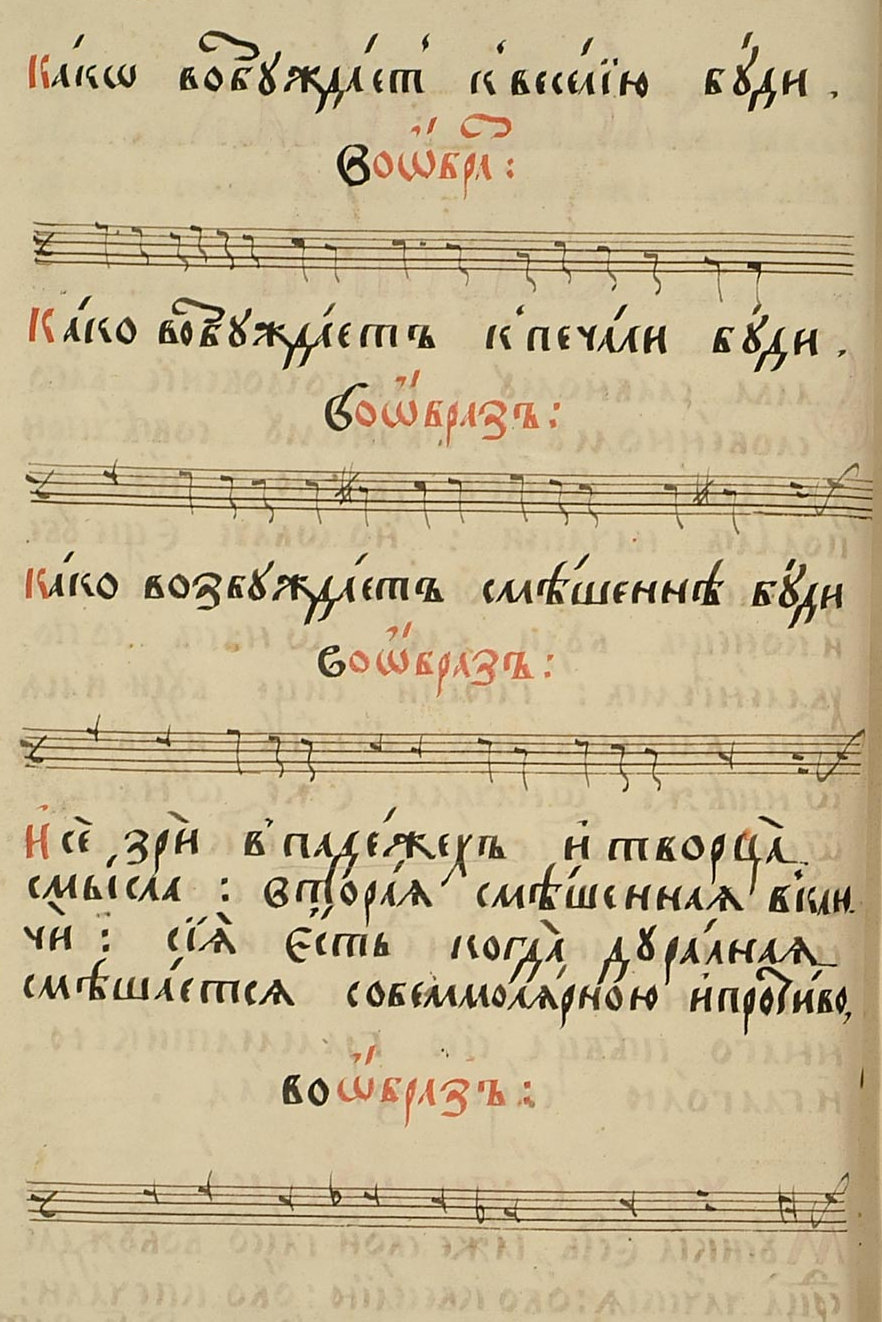
Een voorbeeld van een pagina uit Idea grammatiki musikiyskoy (Moskou, 1679)

Er is weinig bekend over het leven van Diletsky. Een opmerking van Ioannikii Trofimovich Korenev, een collega-theoreticus die hem beschrijft als een inwoner van Kiev, wordt beschouwd als bewijs van de Oekraïense oorsprong van Diletsky. Korenevs verklaring is waarschijnlijk betrouwbaar, omdat hij en Diletsky elkaar blijkbaar goed kenden. Echter zijn de datum en zelfs het jaar van zijn geboorte niet bekend, en zijn er geen details over zijn vroege leven boven water gekomen. Hij moet voor 1675 verhuisd zijn naar Vilnius, omdat dat jaar zijn Toga Zlota ("De gouden Toga") daar werd gepubliceerd. De tekst is nu verloren gegaan, maar het is bekend dat hij in het Pools geschreven is. De teruggevonden titelpagina toont aan dat het waarschijnlijk een panegyricus pamflet was. Sommige bronnen geven aan dat hij ten minste één andere muzikale verhandeling schreef, die nu verloren is, terwijl hij in Vilnius was. Deze verhandeling wordt het eerst genoemd in Grammatika musikiyskago peniya (1677) en de Idea grammatikii musikiiskoi (1679) wordt beschreven als een vertaling van het Vilniuswerk op de titelpagina.
Na Vilnius woonde Diletsky in Smolensk waar hij in 1677 de eerste overgebleven versie van zijn magnum opus Grammatika musikiyskago peniya ("Een grammatica van muzikale songs") schreef. Daarna verhuisde hij naar Moskou waar hij de twee daaropvolgende versies van het werk schreef in 1679 en 1681. Verder is niets bekend over het leven van Diletsky en algemeen wordt aangenomen dat hij kort daarna stierf. Zijn geboortedatum is de projectie van deze hypothese.

## Werk

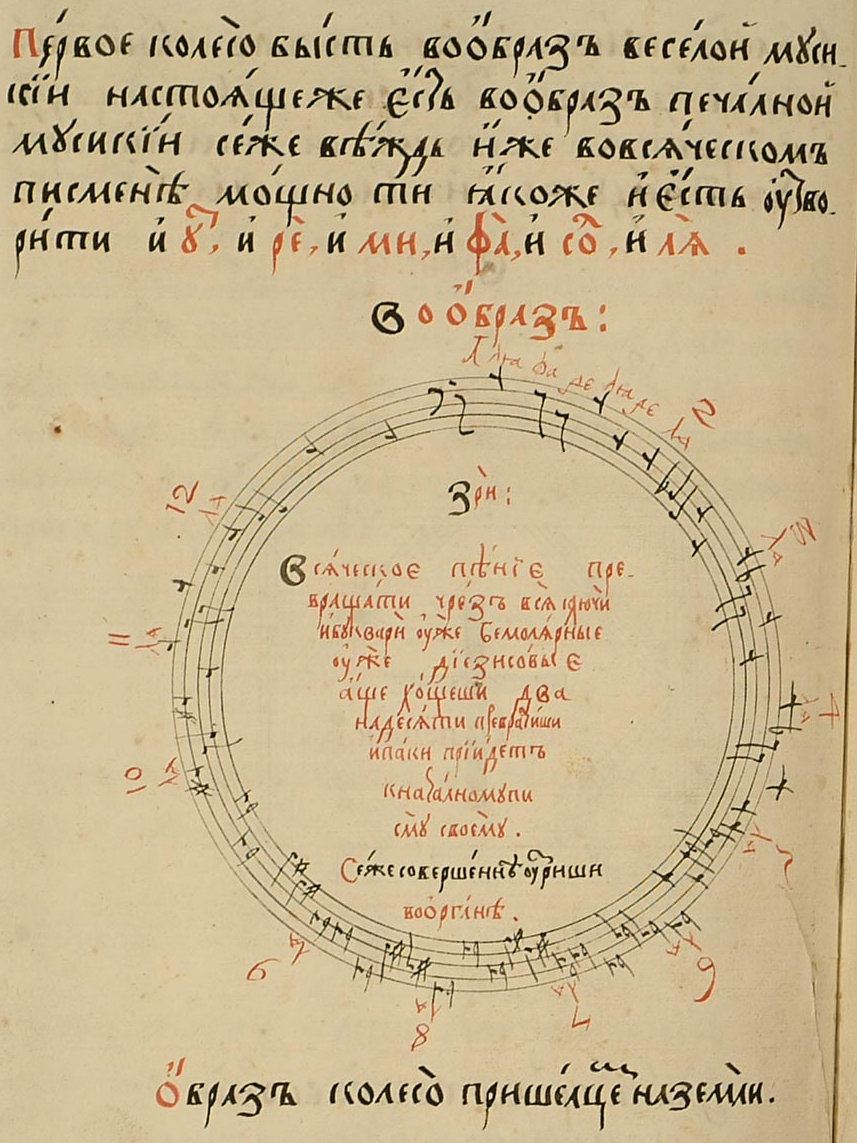
Kwintencircel in Idea grammatikii musikiyskoy (Moskou, 1679)

Hoewel een aantal van zijn composities wisten te overleven, berust Diletsky's faam vooral op zijn verhandeling, Grammatika musikiyskago peniya ("een muziekgrammatica over zingen) die de eerste in zijn soort was in Rusland. De drie overgebleven varianten dragen verschillende namen, maar de inhoud is ongeveer dezelfde met enkele belangrijke verschillen. De verhandeling bestaat uit twee delen. Het eerste leert de beginselen van de muziektheorie, "met sterke afhankelijkheid van westerse terminologie en theoretische voorschriften met name het hexachord. Het tweede deel leert het componeren van a capella concerto's, een genre dat naar Rusland kwam door Oekraïne en waarvan Diletsky een van de eerste exponenten was. Diletsky biedt vele verschillende voorbeelden, de meeste van eigen werk, zoals een 8-stemmige invulling van de Divine liturgie dat hij componeerde in Smolensk specifiek om te illustreren in de "Grammatika", maar ook dat van wersterse componisten, met name de Polen Marcin Mielczewski en Jacek Rozycki. Afgezien van de enorme invloed die het heeft gehad op latere generaties van Russische kerk componisten, is de "Grammatika" van bijzonder belang voor het feit dat het de eerste bekende beschrijving van de kwintencirkel.

## Lijst van werken

### Geschriften
- Grammatika musikiyskago peniya (Грамматика мусикийского пения, "een muziekgrammatica over zingen", Smolensk, 1677)
- Idea grammatikii musikiyskoy (Идея грамматикии мусикийской, "Een idee over muziekgrammatica", Moscow, 1679)
- Grammatika peniya musikiyskago (Грамматика пения мусикийского, Moskou, 1681)

### Muziek
- 3 settings van de Goddelijke Liturgie (4-8 stemmen, omvat "Kyivan Chant" en een "proportionele" liturgie)
- 2 heilige concerten
- Resurrection/Easter kanon, 8vv[9]